# 施托克湖 (普倫縣)
54°05′11″N 10°21′17″E / 54.0864°N 10.3548°E

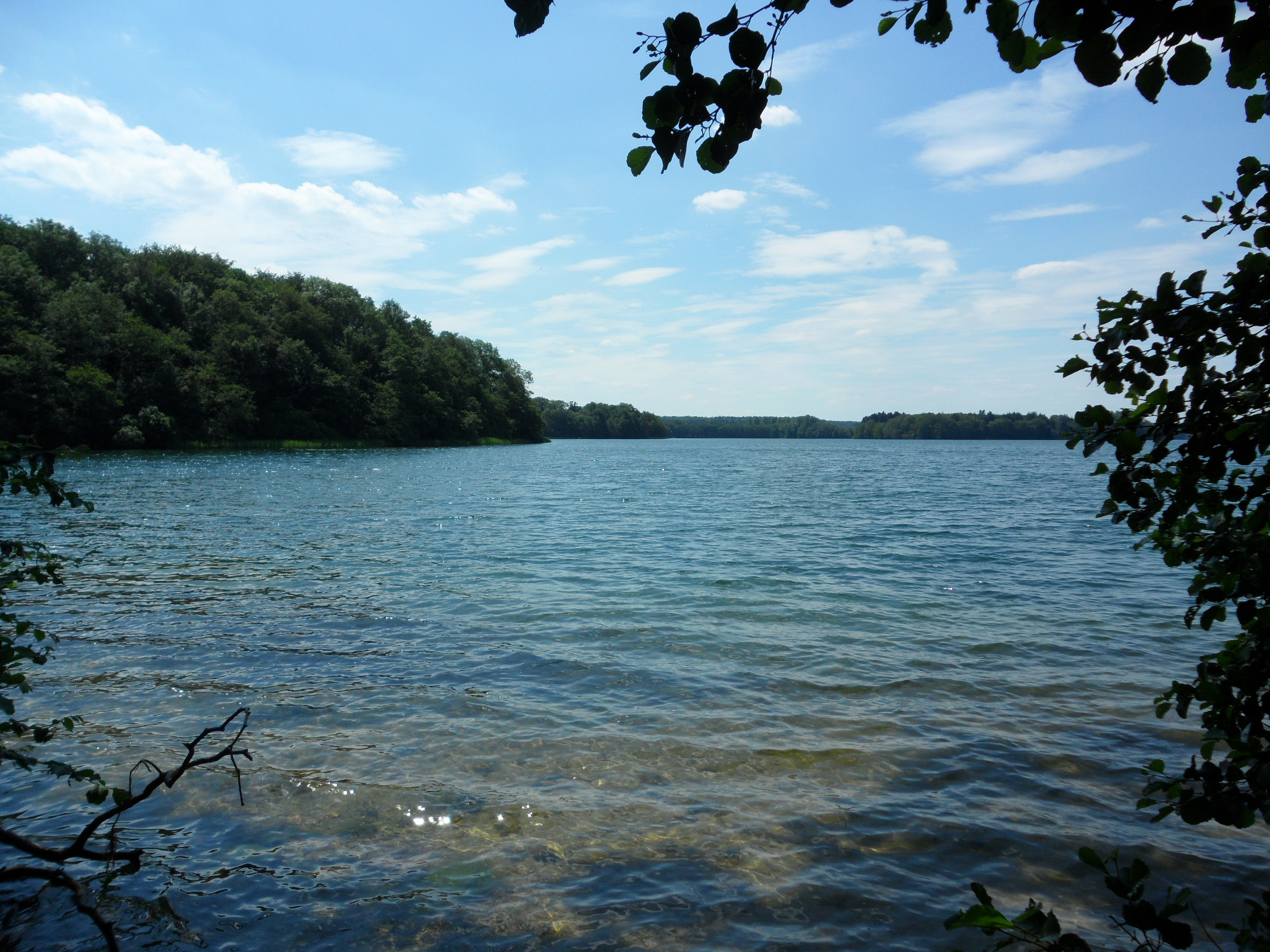

施托克湖（德語：Stocksee），是德國的湖泊，位於該國北部石勒蘇益格-荷爾斯泰因州，由普倫縣負責管轄，面積2.1平方公里，平均水深12.6米，最大水深30.2米，水體容量2,600萬立方米，湖岸線長度12.8公里。